# Nowra Ran Air Station
Nowra Ran Air Station är en flygplats i Australien. Den ligger i kommunen Shoalhaven Shire och delstaten New South Wales, i den sydöstra delen av landet, omkring 140 kilometer sydväst om delstatshuvudstaden Sydney.
Närmaste större samhälle är Nowra, nära Nowra Ran Air Station. 
I omgivningarna runt Nowra Ran Air Station växer i huvudsak städsegrön lövskog. Runt Nowra Ran Air Station är det glesbefolkat, med 18 invånare per kvadratkilometer. Genomsnittlig årsnederbörd är 1 352 millimeter. Den regnigaste månaden är februari, med i genomsnitt 211 mm nederbörd, och den torraste är juli, med 36 mm nederbörd.